# Klaus Taubert

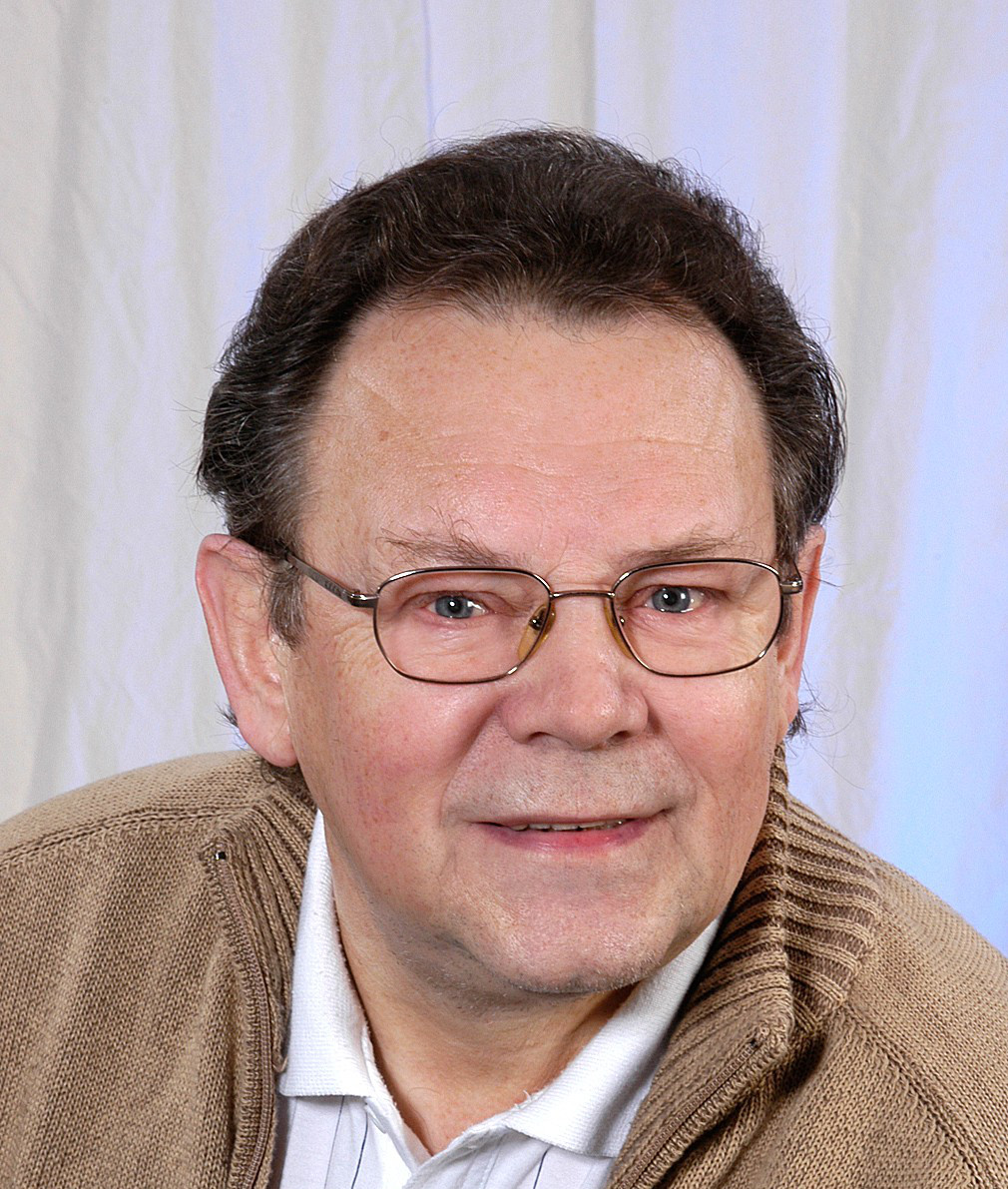

Klaus Taubert (* 26. März 1940 in Walschleben; † 16. Januar 2019) war ein deutscher Journalist und Autor. 

## Leben
Klaus Taubert wurde im thüringischen Dorf Walschleben geboren. Er lernte den Beruf des Chemiefacharbeiters. Seine journalistische Laufbahn begann er mit 18 Jahren als Sprecher in den Zugfunkstudios der Deutschen Reichsbahn, arbeitete danach als Betriebsfunk- und verantwortlicher Betriebszeitungsredakteur, dann als Lokalredakteur für das Organ der SED im Bezirk Erfurt, die Tageszeitung Das Volk. Mit 22 Jahren wurde er Chefredakteur einer Kreiszeitung in Apolda. Ab 1965 war Taubert Reporter, Nachrichtenchef und stellvertretender Chefredakteur des Allgemeinen Deutschen Nachrichtendienstes. Er arbeitete u. a. als Wirtschafts- und Wissenschaftsjournalist sowie als Berichterstatter für die Staatsführung im In- und Ausland. Er erwarb Diplome in Studien der Journalistik und Gesellschaftswissenschaften. Der SED gehörte Taubert bis Ende 1989 an. Ab 1990 arbeitete er zehn Jahre lang für den Burda Verlag, wo er ostdeutsches Gründungsmitglied der SUPERillu-Redaktion war. In seinem Internet-Blog veröffentlichte er später mehr als 200 Beiträge vorwiegend zur deutschen Zeitgeschichte sowie zur Gegenwart.
Er lebte zuletzt in Fredersdorf-Vogelsdorf bei Berlin.

## Werke
- Das Rhön Komplott. Createspace Independent Publishing Platform, 2015, ISBN 978-1-5076-0867-8.
- Als ein gewisser Erich in den Himmel kam, 2014.
- Das Geheimnis von Schloss Aarlau, 2014.
- Geschichten aus 14970 Tagen und einer Nacht, 2014.
- Kopf hoch, Angie! und andere Satiren. Regia Verlag, Cottbus 2013, ISBN 978-3-86929-218-2.
- Generation Fußnote – Bekenntnisse eines Opportunisten. Schwarzkopf & Schwarzkopf, Berlin 2008, ISBN 978-3-89602-811-2.
- Essen wie Erich (unter Pseudonym). Satire mit Original-Rezepten aus Honeckers Hofküche. Eulenspiegel Verlag, Berlin 1996, 1999. Heyne Verlag, München 2002, ISBN 978-3-453-21308-1.
- Am Bauwerk des Jahrhunderts. Verlag Neues Leben, Berlin, Über die Erdgastrasse aus der UdSSR nach Mitteleuropa, 1984.
- Die 150.000-Pfund-Sache. Kriminalhörspiel für Radio DDR I, 1983.
- Der Stammtisch. Kriminalhörspiel für Radio DDR I, 1982.
- Jugend in der DDR. Minibuch in vier Sprachausgaben. Verlag Zeit im Bild, Dresden 1981.
- Nationales Jugendfestival der DDR. Ein Bildband. Verlag Zeit im Bild, Dresden 1979.
- XI. Festival. Bildband über die Weltfestspiele der Jugend und Studenten in Havanna. Verlag Zeit im Bild, Dresden 1978.
- 24 Stunden sind ein Tag. Repräsentativer Bildband über die DDR-Hauptstadt. Berlin-Information, 1976.
- Die Schwarzmetallurgie des RGW. Repräsentativer Bild-Text-Band über die schwarzmetallurgische Industrie. RGW Moskau 1976.
- Werbeslogans, u. a. Gesunde Kost spart Medizin, Ein und Ei ist vielerlei
- Liedtexte, u. a. 1984 Der Angstverkäufer für die Puhdys-LP Das Buch.